# Ostlutter
Ostlutter è una frazione (Ortsteil) della città di Langelsheim, nel land della Bassa Sassonia, in Germania.

## Storia
Già comune autonomo, fu soppresso e incorporato a Lutter am Barenberge il 1º marzo 1974; insieme con Lutter am Barenberge, fu unito a Langelsheim il 1º novembre 2021.